# 9月14日
9月14日（くがつじゅうよっか）は、グレゴリオ暦で年始から257日目（閏年では258日目）にあたり、年末まであと108日ある。

## できごと

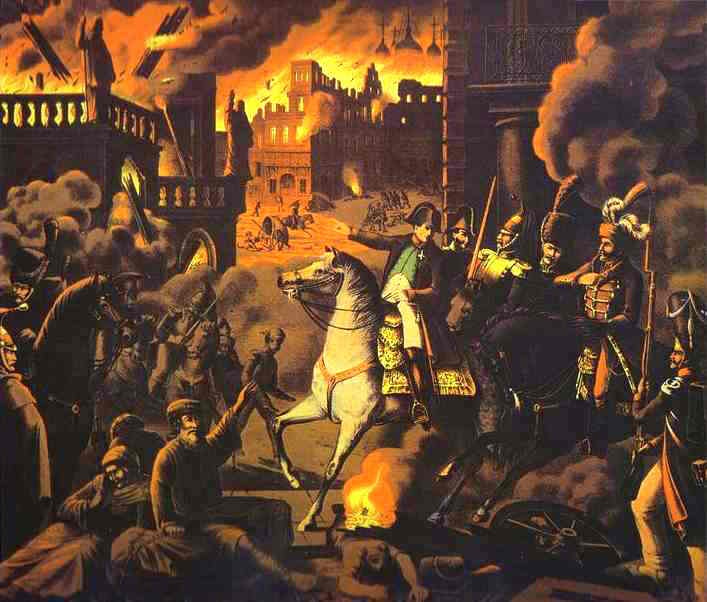
1812年、ナポレオンがモスクワに入城。大火が発生。

1862年、薩摩藩の島津久光一行が、横浜生麦村で、騎馬のまま行列を横切った英国人4人を殺傷した生麦事件が発生。

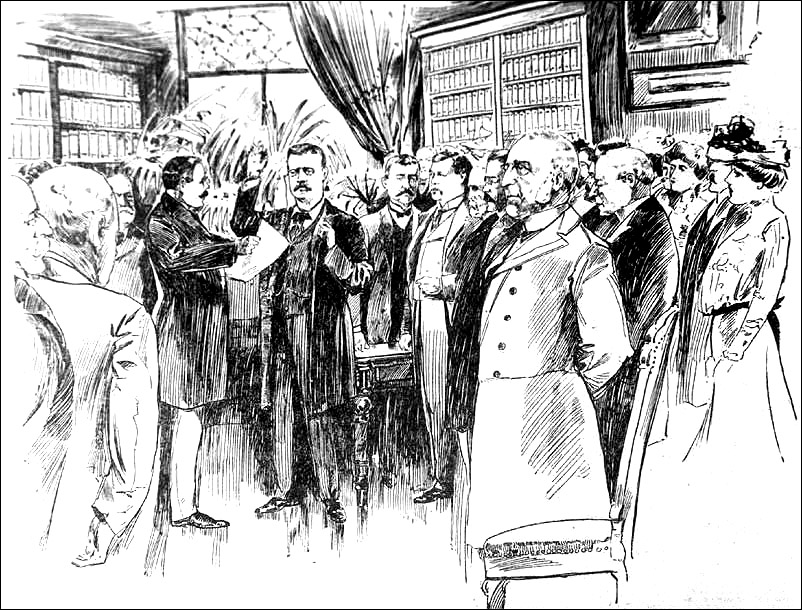
1901年、マッキンリー大統領暗殺により、T・ルーズベルトが大統領昇格。

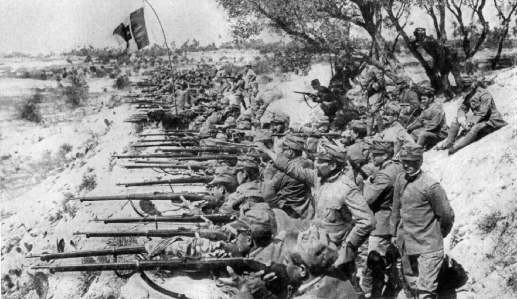
第一次世界大戦、第七次イゾンツォの戦い(1916)

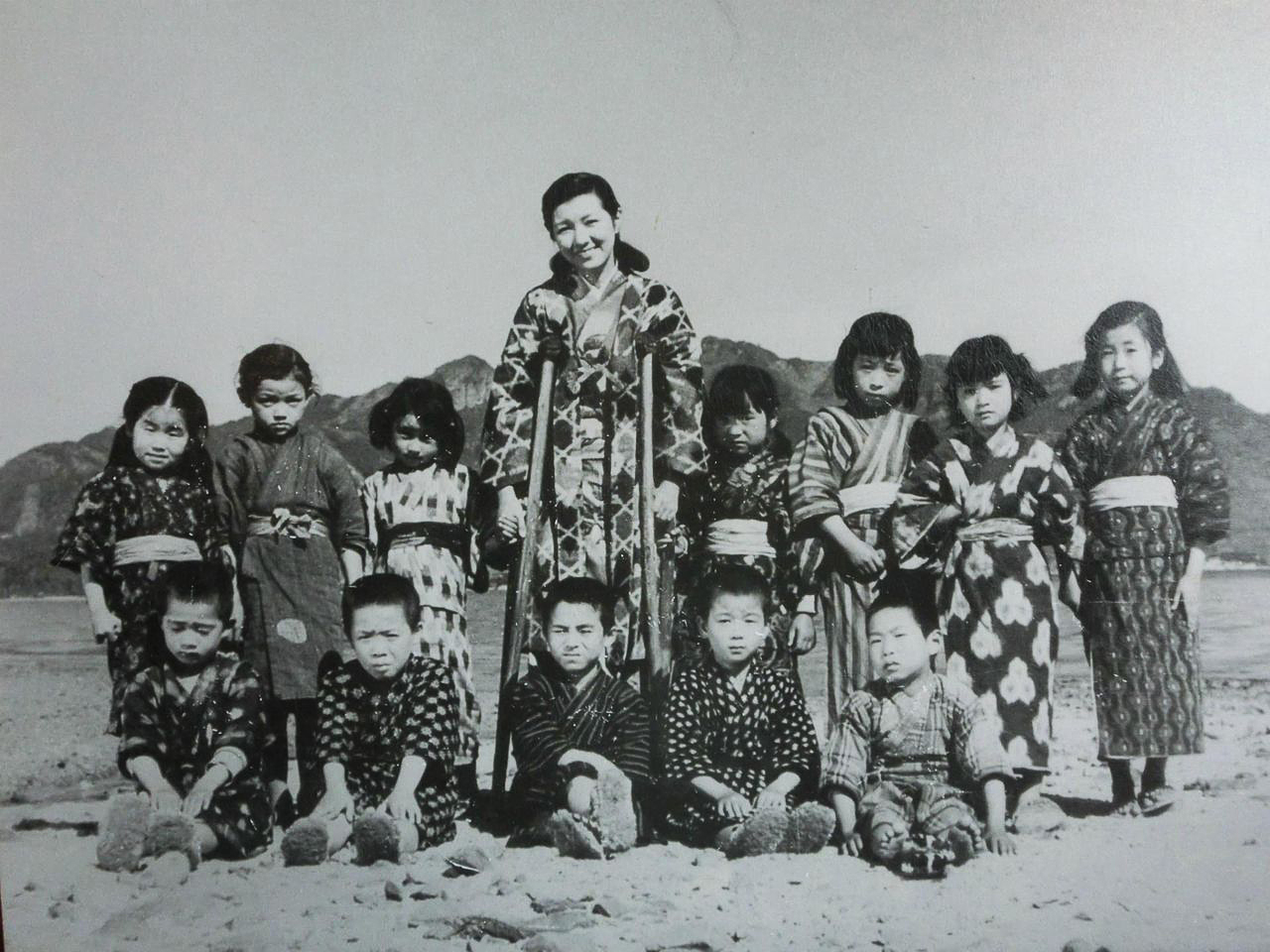
映画『二十四の瞳』封切(1954)

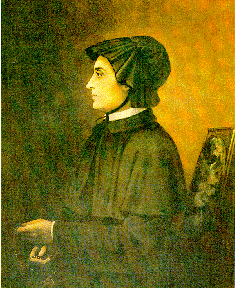
エリザベス・アン・シートン、アメリカ人初の聖人として列聖(1975)

- 81年 - 前日のティトゥスの死去に伴い弟のドミティアヌスがローマ皇帝に即位[要出典]。
- 533年 - ヴァンダル戦争: アド・デキムムの戦いに勝利したベリサリウスの東ローマ帝国軍がカルタゴに侵入（10月15日という説もある）。
- 770年（宝亀元年8月21日） - 道鏡が下野国薬師寺別当に配流。
- 786年 - ハールーン・アッ＝ラシードがアッバース朝第5代カリフに即位。
- 919年 - アイランドブリッジの戦い（英語版）。
- 1180年（治承4年8月23日） - 石橋山の戦い。以仁王の令旨を奉じて挙兵した源頼朝が平氏方に敗れ、安房国に落ち延びる。
- 1193年（建久4年8月17日） - 源頼朝が弟・範頼を伊豆・修禅寺に幽閉。
- 1219年 - グルノーブル洪水（英語版、フランス語版）。
- 1515年 - イタリア戦争・カンブレー同盟戦争: 前日からのマリリャーノの戦い（英語版、イタリア語版、ドイツ語版）でヴェネツィアが勝利。
- 1695年（元禄8年8月7日） - 江戸幕府が金銀吹き替え（改鋳）の触書を公布。
- 1723年 - マノエル砦（英語版）の建設が開始。名称は礎石を置いた当時のヨハネ騎士団長の名前による。
- 1741年 - ヘンデルのオラトリオ『メサイア』の作曲が完了。
- 1752年 - イギリスとその植民地でグレゴリオ暦を導入。9月2日の翌日が9月14日となる。
- 1758年 - フレンチ・インディアン戦争: デュケーヌ砦の戦いでデュケーヌ砦をイギリスが占領。
- 1763年 - ポンティアック戦争: デヴィルズホールの戦い（英語版）
- 1767年（明和4年8月22日） - 明和事件。江戸幕府によって山県大弐や藤井右門らが処刑される。
- 1782年 - アメリカ独立戦争: ジョージ・ワシントンがジャン＝バティスト・ド・ロシャンボー将軍率いるフランス軍を閲兵。
- 1791年 - 教皇庁がフランス革命によるフランス立憲王国によりアヴィニョンを喪失。
- 1812年 - 1812年ロシア戦役: ナポレオン軍がモスクワに入城。モスクワ火災（英語版）が始まる。
- 1814年 - 米英戦争のボルチモアの戦いの最中にフランシス・スコット・キーが翻るアメリカ国旗を見て詩を記し、これが現国歌『星条旗』の歌詞となる。
- 1822年 - シャンポリオンがロゼッタ・ストーンのヒエログリフの解読に成功。
- 1829年 - オスマン帝国が露土戦争の講和条約「アドリアノープル条約」に署名。
- 1858年（安政5年8月8日） - 孝明天皇が水戸藩に対し戊午の密勅を下す。
- 1862年（文久2年8月21日） - 生麦事件。薩英戦争の端緒となる。
- 1862年 - 南北戦争: サウス山の戦い
- 1864年（元治元年8月14日） - 下関戦争: 長州藩が英米蘭仏4か国連合艦隊と講和。
- 1867年 - 『資本論』の第1巻の初版が刊行される。
- 1900年 - 津田梅子が東京市麹町に女子英学塾（津田塾大学の前身）を創立。
- 1901年 - 6日に狙撃されたアメリカ合衆国大統領ウィリアム・マッキンリーが死去。副大統領セオドア・ルーズベルトが大統領に就任。
- 1905年 - 奥羽本線全通。
- 1911年（ユリウス暦9月1日） - ロシア帝国首相ピョートル・ストルイピンがキエフでアナキストに狙撃される。ストルイピンは9月18日に死亡。
- 1914年 - オーストラリア海軍初の潜水艦であったAE1が哨戒のため出航して以来行方不明に。
- 1916年 - 第一次世界大戦: 第七次イゾンツォの戦い。
- 1917年 - ロシア共和国（英語版）の建国が宣言される。
- 1930年 - ドイツ国会の選挙が行われナチスが第二党に躍進。
- 1935年 - 旧制第一高等学校が東京帝国大学農学部と校地を交換する形で駒場に移転。
- 1939年 - 第二次世界大戦: オジェウ事件。
- 1943年 - 第二次世界大戦: ヴィアンノスの虐殺（英語版）。
- 1944年 - 第二次世界大戦: マーストリヒト解放。
- 1948年 - ニューヨークの国際連合本部ビルが着工。
- 1949年 - 小田原一家5人殺害事件: 神奈川県小田原市で18歳の少年が銭湯経営者の一家5人を殺害。死刑確定後に恩赦で無期懲役に減軽されるが、仮出所後の1984年に殺人未遂を再犯。
- 1950年 - 朝鮮戦争: 北朝鮮軍が釜山周辺を残し朝鮮戦争における最南下線に到達。翌日から仁川上陸作戦で戦線が後退する。
- 1954年 - 木下惠介監督の映画『二十四の瞳』の封切り。
- 1954年 - ソ連がトコツエ核実験（英語版）を行う。
- 1955年 - 1950年に放火で炎上した京都市の金閣（鹿苑寺舎利殿）の再建。
- 1959年 - ソビエト連邦の宇宙探査機「ルナ2号」が月面の「晴の海」に衝突し、月に到着した初の人工物体となる。
- 1960年 - 石油輸出国機構 (OPEC) が設立される。
- 1960年 - コンゴ動乱: モブツが政治状況の打破を口実に無血クーデターを起こして権力を掌握し、初代首相パトリス・ルムンバを自宅軟禁下に置き議会と憲法を停止。
- 1961年 - 1961年の西ドイツ空軍F-84機による領空侵犯事件がおこる。
- 1964年 - 富山県富山市の富山化学工場から塩素ガスが流出する事故が発生。周辺住民531人が中毒症状になった[1]。
- 1964年 - 大阪府茨木市にあったLPガス充填所で爆発事故。死者3人、重軽傷者61人[2]。
- 1968年 - ソ連の有人月旅行計画: ソ連の無人宇宙船「ゾンド5号」の打ち上げ。史上初めて月を周回して21日に地球に帰還。
- 1968年 - プロ野球・広島東洋カープの外木場義郎がプロ野球史上10人目の完全試合を達成。同時にセ・リーグタイ記録の1試合16奪三振を記録。
- 1972年 - 西ドイツとポーランド間の国交が回復する。
- 1975年 - エリザベス・アン・シートンがアメリカ人初の聖人として列聖される。
- 1979年 - ヌール・ムハンマド・タラキーと副首相のハフィーズッラー・アミーンの警護員間で銃撃戦。
- 1982年 - ブザンソン国際指揮者コンクールで、松尾葉子が女性として史上初めて優勝。
- 1982年 - レバノンのバシール・ジェマイエル（英語版）大統領が暗殺される。
- 1984年 - 長野県西部地震が発生。
- 1984年 - 18日にかけて、ジョゼフ・キッティンジャーが容積3,000 m3 の「ロージー・オグラディ・オブ・ザ・バルーン」号で最初の気球による単独大西洋横断飛行を行う。
- 1985年 - パラコート連続毒殺事件: 大阪府泉佐野市の自販機の取り出し口に置かれていたドリンク剤を男性が持ち帰って飲み、混入していた除草剤パラコートにより14日に死亡。翌日以降も全国各地で類似の事件が発生する。
- 1990年 - 本田技研工業がNSXの国内販売を開始。
- 1991年 - 台風17号が長崎市付近に上陸。日本海沿岸部を縦断し、全国で11人が死亡。
- 1992年 - 千葉県成田市の成田線大菅踏切でダンプカーと千葉発佐原行普通列車が接触し、ダンプカーの運転手と列車に乗車していた64人が負傷、普通列車の運転士が死亡した。
- 1993年 - ルフトハンザドイツ航空2904便事故。
- 1994年 - プロ野球のオリックス・ブルーウェーブのイチローが192本目の安打を放ち、年間安打数の日本新記録を樹立。同シーズンでは最終的に210安打を記録。
- 1994年 - 住友銀行名古屋支店長射殺事件。
- 1994年 - メジャーリーグでのストライキを受けてワールドシリーズ中止が決定。
- 1999年 - キリバス・ナウル・トンガが国連に加盟。
- 2000年 - Microsoft Windows Millennium Editionがアメリカで発売、日本は9月23日。
- 2001年 - 任天堂がニンテンドー ゲームキューブを日本で発売。
- 2007年 - イギリスの銀行ノーザン・ロックで取り付け騒ぎ。
- 2007年 - 月周回衛星かぐやの打ち上げ成功。
- 2008年 - 2008年コンゴ民主共和国サッカー暴動が発生。
- 2013年 - 内之浦宇宙空間観測所からイプシロンロケットの初号機が打ち上げられる[3]。
- 2015年 - 熊谷連続殺人事件。
- 2015年 - 重力波の初検出。
- 2018年 - アメリカ合衆国ノースカロライナ州にハリケーン・フローレンスが上陸。16人以上が死亡し、数万戸の住宅に被害が出た[4]。
- 2019年 - サウジアラビア、アブカイクに位置する同国最大の石油精製施設が空襲を受ける（サウジ石油施設攻撃）。報道を受けて各国の原油市場で原油価格が一時的に高騰[5]。
- 2020年 - 自民党総裁選挙で第26代自由民主党総裁に内閣官房長官の菅義偉が選出される[6]。
- 2020年 - アタカマ大型ミリ波サブミリ波干渉計とジェームズ・クラーク・マクスウェル望遠鏡により金星の大気内におけるホスフィンの存在が確認される。本来金星はホスフィン生成に足る温度・圧力環境にないため地球外生命体の存在が示唆されている。
- 2023年 - 阪神タイガースが18年ぶりにリーグ優勝[7]。

## 誕生日

### 人物

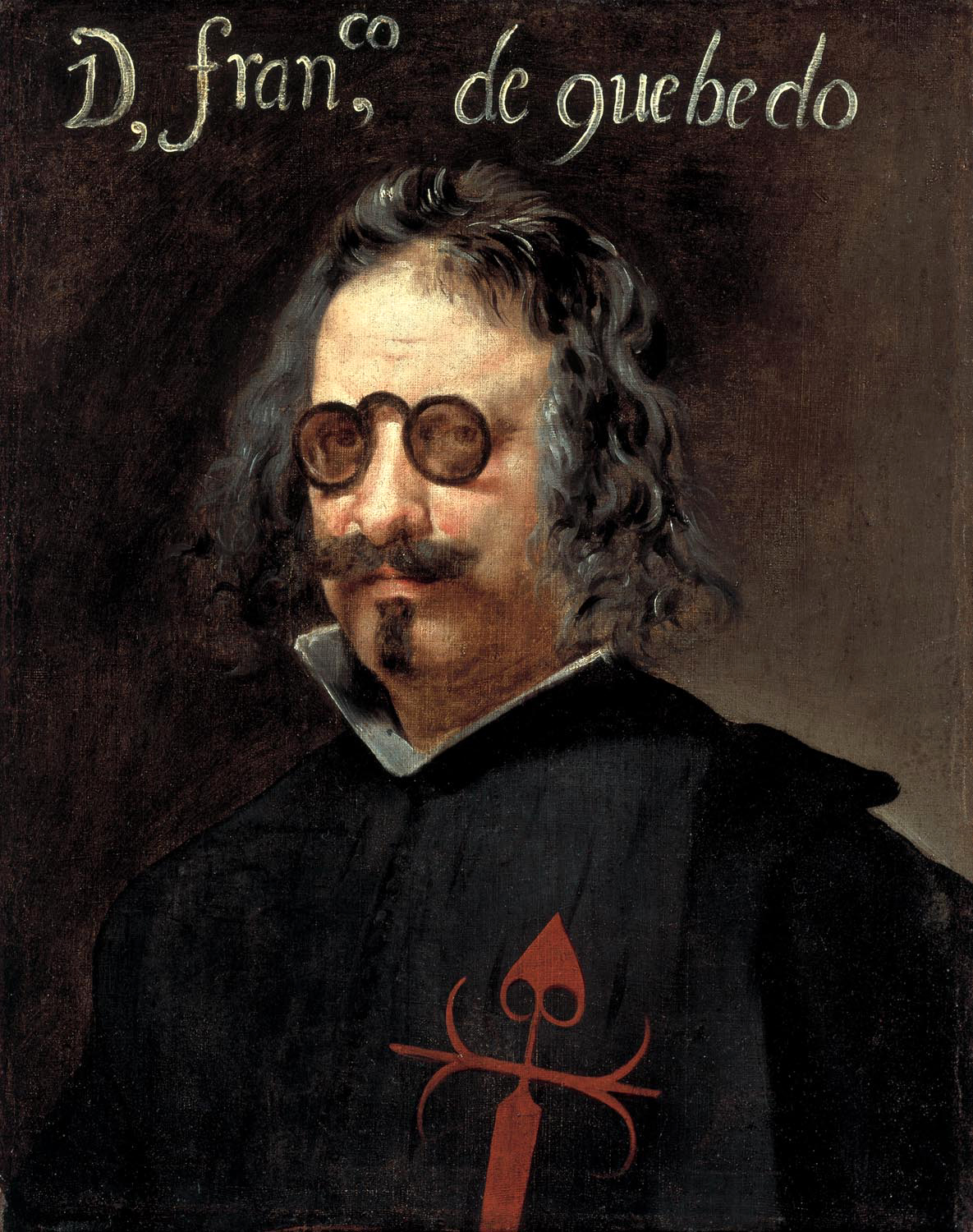
詩人フランシスコ・デ・ケベード(1580-1645)誕生。

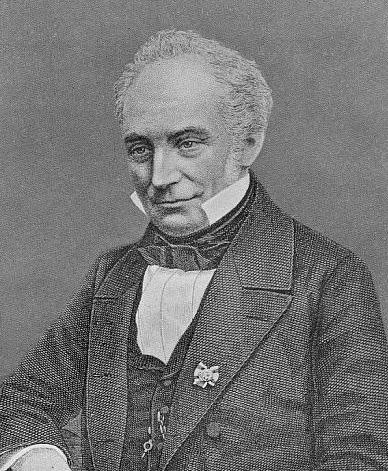
言語学者フランツ・ボップ(1791-1867)誕生。

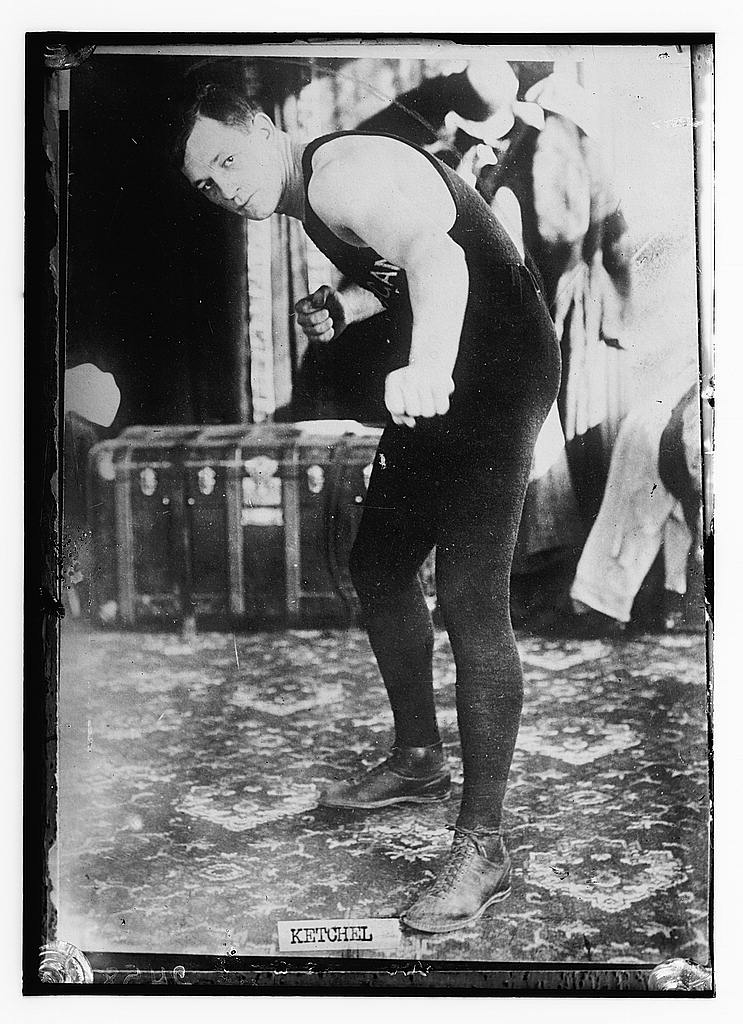
ボクサー「ミシガンの暗殺者」スタンリー・ケッチェル(1886-1910)誕生。

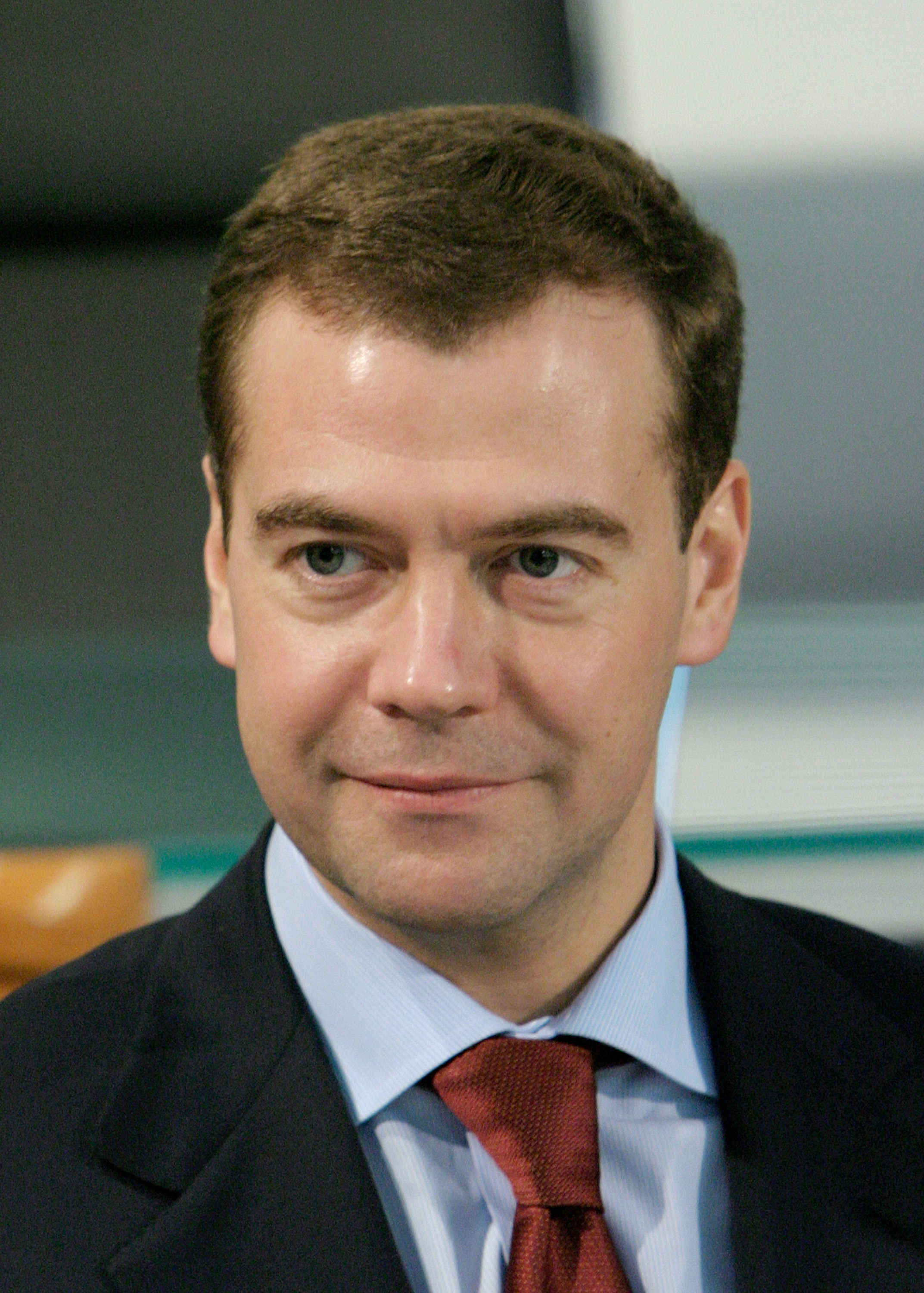
ロシア連邦第3代大統領ドミートリー・メドヴェージェフ(1965-)誕生。

- 208年 - マルクス・オペッリウス・アントニヌス・ディアドゥメニアヌス、ローマ帝国皇帝（+ 218年）
- 786年 - マアムーン、アッバース朝第7代カリフ（+ 833年）
- 953年（広順3年8月4日） - 柴宗訓、五代後周の第3代皇帝（+ 973年）
- 1032年（重熙元年8月7日） - 道宗、遼（契丹）の第8代皇帝（+ 1101年）
- 1401年 - マリア・デ・カスティーリャ、アラゴン王兼ナポリ王アルフォンソ5世の王妃（+ 1458年）
- 1486年 - ハインリヒ・コルネリウス・アグリッパ、魔術師、人文主義者、神学者、法律家、軍人、医師（+ 1535年）
- 1495年 - ルートヴィヒ10世、バイエルン公（+ 1545年）
- 1453年 - クラウディオ・アクアヴィヴァ（英語版）、第5代イエズス会総長（+ 1615年）
- 1547年 - ヨハン・ファン・オルデンバルネヴェルト（英語版）、政治家（+ 1619年）
- 1580年 - フランシスコ・デ・ケベード、詩人（+ 1645年）
- 1618年 - ピーター・レリー、画家（+ 1680年）
- 1660年（万治3年8月10日） - 京極高住、但馬国豊岡藩主（+ 1730年）
- 1698年 - シャルル・フランソワ・デュフェイ、化学者（+ 1739年）
- 1711年（正徳2年8月2日） - 山内豊常、土佐国土佐藩主（+ 1725年）
- 1713年 - ヨハン・キーズ（英語版）、天文学者（+ 1781年）
- 1721年 - エリファレット・ダイアー、法学者、政治家（+ 1807年）
- 1737年 - ミヒャエル・ハイドン、古典派の作曲家（+ 1806年）
- 1744年（延享元年8月8日） - 立花種周、筑後国三池藩主（+ 1809年）
- 1754年（宝暦4年7月28日） - 細川利庸、肥後国肥後新田藩主（+ 1805年）
- 1755年 - ウィリアム・ブラッドフォード、第2代アメリカ合衆国司法長官（+ 1795年）
- 1757年 - ジャン・ジャック・ルクー、建築家（+ 1826年）
- 1760年 - ルイジ・ケルビーニ、作曲家（+ 1842年）
- 1769年 - アレクサンダー・フォン・フンボルト、自然地理学者（+ 1859年）
- 1774年 - ウィリアム・ヘンリー・キャヴェンディッシュ＝ベンティンク、初代インド総督（+ 1839年）
- 1783年 - ヘンリー・S・ジョンソン（英語版）、米上院議員、ルイジアナ州知事（+ 1864年）
- 1791年 - フランツ・ボップ、言語学者（+ 1867年）
- 1804年 - ジョン・グールド（英語版）、鳥類学者（+ 1881年）
- 1808年 - ルドルフ・アマンドゥス・フィリッピ、博物学者（+ 1904年）
- 1813年（文化10年8月20日） - 阿部正瞭、陸奥国白河藩主（+ 1838年）
- 1832年 - ドミトリー・アルセニエフ（フランス語版）、軍人、作家（+ 1915年）
- 1837年 - ニコライ・ブガエフ（英語版）、数学者、哲学者（+ 1903年）
- 1843年 - ローラ・ロドリゲス・デ・ティオ（英語版）、詩人、奴隷制度廃止論者（+ 1924年）
- 1844年 - アンニーバレ・リッコ、天文学者（+ 1919年）
- 1845年 - シャルル・オベルテュール（英語版）、昆虫学者（+ 1924年）
- 1847年 - ウィリアム・エドワード・エアトン、物理学者（+ 1908年）
- 1847年（ユリウス暦9月2日） - パーヴェル・ヤブロチコフ、電気技術者（+ 1894年）
- 1849年 - イワン・パブロフ、生化学者（+ 1936年）
- 1860年 - ハムリン・ガーランド（英語版）、小説家（+ 1940年）
- 1862年 - オイゲン・エールリッヒ、法学者（+ 1922年）
- 1864年 - 初代セシル・オブ・チェルウッド子爵エドガー・アルジャーノン・ロバート・ガスコイン＝セシル、国際連盟設立者の一人（+ 1958年）
- 1868年 - テオドル・ボトレル（英語版）、シンガーソングライター（+ 1925年）
- 1869年 - キッド・ニコルズ、プロ野球選手（+ 1953年）
- 1875年 - ガランドウ・ディウフ（英語版）、政治家（+ 1941年）
- 1879年 - マーガレット・サンガー、産児制限（受胎調節）活動家（+ 1966年）
- 1880年 - アーチー・ハーン、陸上競技選手（+ 1955年）
- 1883年 - リヒャルト・ゲルストル、画家（+ 1908年）
- 1885年 - ヴィットリオ・グイ、指揮者（+ 1975年）
- 1885年 - ルートヴィヒ・ヒルベルザイマー、建築家（+ 1967年）
- 1886年 - ヤン・マサリク、外交官、政治家（+ 1948年）
- 1886年 - スタンリー・ケッチェル、プロボクサー（+ 1910年）
- 1886年 - エーリヒ・ヘプナー、軍人（+ 1944年）
- 1887年 - パウル・コハンスキ、ヴァイオリニスト、作曲家、編曲家（+ 1934年）
- 1887年 - カール・コンプトン、実験物理学者（+ 1954年）
- 1891年 - イヴァン・ヴィノグラードフ（英語版）、数学者（+ 1983年）
- 1893年 - 土師清二、小説家（+ 1977年）
- 1895年 - ユージーン・ダイグノー（英語版）、俳優（+ 1960年）
- 1898年 - 薄田研二、俳優（+ 1972年）
- 1898年 - ハル・B・ウォリス、映画プロデューサー（+ 1986年）
- 1899年 - ヒューゴー・ベニオフ、地震学者（+ 1968年）
- 1899年 - ヨーゼフ・マイジンガー、軍人、外交官（+ 1947年）
- 1900年 - 安藤楢六、実業家、小田急電鉄社長（+ 1984年）
- 1900年 - ロバート・フローリー、映画監督（+ 1979年）
- 1904年 - 橋本國彦、作曲家、指揮者、ヴァイオリニスト（+ 1949年）
- 1904年 - フランク・アミヨ（英語版）、カヌー競技選手（+ 1962年）
- 1906年 - フラヴィオ・コスタ（英語版）、サッカー選手（+ 1999年）
- 1908年 - 原仙作、英語教師、英文学者、旺文社編集顧問（+ 1974年）
- 1908年 - 中村伸郎、俳優（+ 1991年）
- 1909年 - ピーター・スコット（英語版）、鳥類学者、WWF創設者（+ 1989年）
- 1909年 - 平沢和重、外交官、NHK解説委員（+ 1977年）
- 1910年 - ジャック・ホーキンス、俳優（+ 1973年）
- 1910年 - ガストン・ドフェール、政治家（+ 1986年）
- 1910年 - ロルフ・リーバーマン、作曲家（+ 1999年）
- 1913年 - 小秋元隆輝、技術者、ニコン社長（+ 2004年）
- 1913年 - ハコボ・アルベンス・グスマン、政治家、グアテマラ大統領（+ 1971年）
- 1913年 - ルビー・シェア、核物理学者（+ 2013年）
- 1914年 - ロバート・ディーツ、地球物理学者（+ 1995年）
- 1914年 - クレイトン・ムーア、俳優（+ 1999年）
- 1915年 - ジョン・ロウリー・ドブソン、アマチュア天文家（+ 2014年）
- 1917年 - ハインリヒ・エールラー、ドイツ空軍のエース・パイロット（+1945年）
- 1917年 - ルドルフ・バウムガルトナー、指揮者、ヴァイオリニスト（+ 2002年）
- 1917年 - ジャッキー・カルーラ、プロボクサー（+ 1993年）
- 1919年 - 三木淳、写真家（+ 1992年）
- 1919年 - ケイ・メドフォード（フランス語版）、女優（+ 1980年）
- 1919年 - デリック・クック、音楽学者（+ 1976年）
- 1920年 - ローレンス・クライン、経済学者（+ 2013年）
- 1920年 - マリオ・ベネデッティ、ジャーナリスト（+ 2009年）
- 1920年 - アルベルト・カルデロン、数学者（+ 1998年）
- 1921年 - ダリオ・ヴィットーリ（英語版）、俳優（+ 2001年）
- 1921年 - ヘルムート・バンツ（英語版）、体操選手（+ 2004年）
- 1924年 - 今西錬太郎、元プロ野球選手
- 1924年 - パトリシア・バリンガー（英語版）、野球選手（+ 2007年）
- 1924年 - ジェリー・コールマン、元プロ野球選手（+ 2014年）
- 1926年 - ミシェル・ビュトール、作家（+ 2016年）
- 1926年 - カルメン・フランコ、初代フランコ女公爵（+ 2017年）
- 1927年 - マーティン・ケイディン、作家（+ 1997年）
- 1927年 - ジム・ファニング（英語版）、野球選手（+ 2015年）
- 1928年 - ウンベルト・マトゥラーナ、生物学者（+ 2021年）
- 1928年 - アルベルト・コルダ、写真家（+ 2001年）
- 1928年 - アンガス・オギルヴィ（英語版）、実業家（+ 2004年）
- 1929年 - 稲葉稔、政治家、元滋賀県知事（+ 2006年）
- 1929年 - フェルディナン・オヨノ（英語版）、外交官、政治家（+ 2010年）
- 1929年 - ラリー・コリンズ、ジャーナリスト（+ 2005年）
- 1930年 - ユージン・I・ゴードン（Eugene I. Gordon）、物理学者（+ 2014年）
- 1930年 - 続訓弘、政治家
- 1931年 - ギルバート・フォード（英語版）、バスケットボール選手（+ 2017年）
- 1932年 - ハリー・シンデン、アイスホッケー選手
- 1932年 - ジョン・テンボ、政治家（+ 2023年）
- 1933年 - ゾーイ・コールドウェル、女優（+ 2020年）
- 1933年 - ハーヴ・プレスネル（英語版）、俳優（+ 2009年）
- 1934年 - 原田正純、医学者、水俣病研究者（+ 2012年）
- 1934年 - 国松彰、元プロ野球選手
- 1934年 - 浦里はる美、女優（+ 2011年）
- 1934年 - ケイト・ミレット、フェミニスト作家（+ 2017年）
- 1934年 - サラ・コフマン、哲学者、評論家（+ 1994年）
- 1934年 - エディ・クランプ（英語版）、サッカー選手（+ 1995年）
- 1935年 - 赤塚不二夫、漫画家（+ 2008年）
- 1936年 - フェリド・ムラド、薬理学者（+ 2023年）
- 1936年 - ウォルター・ケーニッヒ、俳優
- 1936年 - ニコール・ウィリアムソン、俳優（+ 2011年）
- 1936年 - ルーカス・サマラス（英語版）、画家（+ 2024年）
- 1936年 - 沢田敏子、声優、ナレーター
- 1937年 - レンゾ・ピアノ、建築家
- 1939年 - 重森孝子、脚本家
- 1940年 - ラリー・ブラウン、バスケットボールヘッドコーチ
- 1940年 - ヴェンツェスラフ・コンスタンチノフ（英語版）、作家（+ 2019年）
- 1941年 - アルベルト・ナランホ（英語版）、ミュージシャン（+ 2020年）
- 1942年 - 茅島成美、女優
- 1942年 - オリヴァー・レイク、ミュージシャン
- 1942年 - バーナード・マクラバーティ（英語版）、作家
- 1943年 - マルコス・ヴァーリ、シンガーソングライター
- 1944年 - ジョーイ・ヘザートン、女優
- 1944年 - ギュンター・ネッツァー、サッカー選手
- 1945年 - ヴォルフガング・セギン（英語版）、サッカー選手
- 1946年 - 古川明、元プロ野球選手
- 1947年 - ヴォルフガング・シュヴァルツ、フィギュアスケート選手
- 1947年 - サム・ニール、俳優
- 1947年 - 朴栄漢、作家
- 1948年 - 荒武康博、元プロ野球選手
- 1948年 - ロバート・テイラー、陸上競技選手（+ 2007年）
- 1949年 - 矢沢永吉、ミュージシャン
- 1949年 - 安部修仁、実業家
- 1949年 - ミヒャエル・ホイプル（英語版）、政治家
- 1949年 - トミー・ゼーバッハ（英語版）、シンガーソングライター（+ 2003年）
- 1950年 - 森山正義、元プロ野球選手
- 1950年 - 桑島正美、レーシングドライバー
- 1950年 - 黒河内豊、実業家
- 1950年 - ハワード・ドゥイッチ、映画監督
- 1950年 - ユージン・H・トリン（英語版）、宇宙飛行士
- 1951年 - ヴォロディームィル・メルニコフ（英語版）、詩人
- 1952年 - マダムケロコ、ラジオパーソナリティ
- 1953年 - 臼井武、調教助手、元騎手
- 1954年 - あさのあつこ、作家
- 1954年 - バズ・シュナイダー（英語版）、アイスホッケー選手
- 1955年 - 澤井幸次、アニメーション監督
- 1955年 - ロバート・W・ダドリー（英語版）、実業家、元TNK-BP（英語版）社長
- 1955年 - レオ14世、第267代ローマ教皇
- 1956年 - レイ・ウィルキンス、元サッカー選手、サッカー指導者
- 1956年 - レスリー・フィルキンス、元プロ野球選手
- 1956年 - コスタス・カラマンリス、政治家、ギリシャ首相
- 1956年 - ナタリー・ルーセル（英語版）、女優
- 1957年 - ティム・ウォーラック、野球選手
- 1958年 - ロバート・マッコール、フィギュアスケート選手（+ 1991年）
- 1959年 - 北川健太郎、元検察官、弁護士
- 1959年 - モートン・ハルケット、歌手（a-ha）
- 1960年 - きうちかずひろ、漫画家、映画監督
- 1960年 - パッパラー河合、ミュージシャン
- 1960年 - 浜田知明、元プロ野球選手
- 1960年 - ロナルド・レンキーク（英語版）、サッカー選手
- 1960年 - メリッサ・レオ、女優
- 1960年 - カラム・キース・レニー、俳優
- 1961年 - 大西直宏、元騎手
- 1961年 - 関根浩史、元プロ野球選手
- 1962年 - 駒田徳広、元プロ野球選手
- 1963年 - 福澤朗、アナウンサー
- 1963年 - 福山芳樹、歌手
- 1964年 - 金沢信彦、元プロ野球選手
- 1965年 - トロイ・ニール、元プロ野球選手
- 1965年 - 田口禎則、元サッカー選手、指導者、政治家
- 1965年 - ノーカット星、元お笑いタレント
- 1965年 - ドミートリー・メドヴェージェフ、政治家
- 1966年 - 手塚仁雄、政治家
- 1967年 - 尾﨑正直、政治家、高知県知事
- 1967年 - 本東洋、元プロ野球選手
- 1967年 - サブリ・キチマリ、外交官
- 1968年 - 渡辺真起子、女優
- 1968年 - 吉田修一、小説家
- 1968年 - ドラジェン・フラスティッチ、外交官、大使
- 1969年 - 高山幸代、アナウンサー
- 1969年 - 細野真、元プロバスケットボール選手
- 1969年 - ポン・ジュノ、映画監督
- 1970年 - 小栗香織、女優
- 1970年 - 中村博亮、俳優
- 1970年 - 小島聡、プロレスラー
- 1970年 - 八島祥司、元プロ野球選手
- 1971年 - 千葉勝利、スキージャンプ指導者、元スキージャンプ選手
- 1972年 - 中村獅童 (2代目)、歌舞伎役者、俳優
- 1972年 - デビッド・ベル、元プロ野球選手
- 1973年 - 金鍾国、元プロ野球選手
- 1973年 - アンドリュー・リンカーン、俳優
- 1974年 - ヒシャム・エルゲルージ、陸上選手
- 1975年 - むとうありさ、歌手
- 1976年 - ポチョムキン、MC（餓鬼レンジャー）
- 1976年 - 本郷宏樹、元プロ野球選手
- 1977年 - 石井弘寿、元プロ野球選手
- 1977年 - 澤田瞳子、小説家、歴史小説作家
- 1977年 - 松来未祐、声優（+ 2015年[8]）
- 1978年 - 錦織敦史、原画家、キャラクターデザイナー
- 1978年 - 竹内香苗、アナウンサー
- 1978年 - 金児憲史、俳優
- 1979年 - 前田大輔、元野球選手
- 1979年 - 山本隆之、元野球選手
- 1979年 - イヴィツァ・オリッチ、元サッカー選手
- 1980年 - 片山享、俳優
- 1981年 - 安達祐実、女優
- 1981年 - ミルノ純、声優
- 1981年 - 雅-miyavi-、ミュージシャン
- 1982年 - 成宮寛貴、元俳優
- 1982年 - 増田倫子、タレント（元桜）
- 1982年 - 星河ユカリ、レースクイーン
- 1982年 - 佐藤真有、元陸上競技選手
- 1982年 - シン・ドンウク、俳優
- 1983年 - 桜井恒、政治家、北海道美唄市長
- 1983年 - エイミー・ワインハウス、歌手（+ 2011年）
- 1984年 - 鈴木孝彦、ピアニスト
- 1985年 - 上戸彩、女優、歌手
- 1985年 - デルモン・ヤング、元プロ野球選手
- 1985年 - 渋谷千賀、タレント
- 1985年 - アナ・セシリャ・カントゥ、フィギュアスケート選手
- 1986年 - 高橋愛、歌手（元モーニング娘。）
- 1987年 - 勝田詩織、声優
- 1987年 - ユリエ・ヤショバ、バレーボール選手
- 1988年 - 石上静香、声優
- 1988年 - 秦佐和子、声優、元アイドル（元SKE48）
- 1988年 - 中村映里子、女優
- 1988年 - 宮田俊哉、俳優、タレント（Kis-My-Ft2）
- 1988年 - 秋沢健太朗、俳優
- 1988年 - 小田あさ美、グラビアアイドル
- 1988年 - さな、タレント
- 1988年 - 友田彩也香、AV女優、タレント
- 1988年 - 新波歩、漫画家、イラストレーター、ゲームグラフィックデザイナー
- 1988年 - 重永亜斗夢[9]、プロゴルファー
- 1989年 - 中堀海都、作曲家
- 1989年 - 正海智大、ラグビー選手
- 1989年 - 吉原正平、元プロ野球選手
- 1989年 - イ・ジョンソク、俳優
- 1989年 - オイエル・オラサバル、サッカー選手
- 1989年 - エレオノーラ・アンナ・ジョルジ、陸上選手
- 1990年 - 久保田結衣、タレント
- 1990年 - 城山さやか、グラビアアイドル
- 1990年 - 田嶋和也、陸上競技選手
- 1990年 - 黄順旻、サッカー選手
- 1990年 - 三田啓貴、サッカー選手
- 1990年 - デビッド・キャンディラス、プロ野球選手
- 1990年 - ドウグラス・コスタ・デ・ソウザ、サッカー選手
- 1990年 - サンティアゴ・ダミアン・ガルシア、サッカー選手
- 1990年 - スタニスラフ・サモーヒン、フィギュアスケート選手
- 1990年 - 撹上宏光、元陸上選手
- 1991年 - 藤江莉莎、タレント
- 1991年 - 新山らん、元グラビアアイドル、元AV女優
- 1991年 - 芝崎典子、声優
- 1991年 - ナナ、女優、モデル（元AFTERSCHOOL）
- 1992年 - 奥村夏未、女優
- 1992年 - 北出卓也、ラグビー選手
- 1992年 - ジコ、歌手（Block B）
- 1992年 - 高木マーガレット、アナウンサー、ラジオパーソナリティ
- 1992年 - ユジン、アイドル、ミュージシャン（Brave Girls）
- 1992年 - 吉田悠希、フリーアナウンサー、タレント
- 1993年 - 奥谷楓、声優
- 1993年 - 高田翔、俳優（元ジャニーズJr.）
- 1994年 - 神田夢実、サッカー選手
- 1994年 - 中尾輝、元プロ野球選手
- 1994年 - 西川美咲、タレント（元X21）
- 1995年 - 田口麗斗、プロ野球選手
- 1995年 - 木村敏靖、元プロ野球選手
- 1995年 - 小泉勇人、サッカー選手
- 1995年 - アン・ジヨン、歌手（BOL4）
- 1996年 - 大森元貴、バンドマン（Mrs. GREEN APPLE）
- 1996年 - 金子雄、俳優
- 1996年 - 才藤歩夢、フェンシング兼近代五種選手
- 1996年 - ジェニー、元アイドル、俳優（元DIA）
- 1996年 - スビン、アイドル（宇宙少女）
- 1999年 - 久保田明未、サッカー選手
- 1999年 - 小林和音、サッカー選手
- 1999年 - 服部百音、ヴァイオリニスト
- 1999年 - 宮本華乃、サッカー選手
- 2000年 - HAN、アイドル（Stray Kids）
- 2000年 - 松井颯、プロ野球選手
- 2001年 - 倉本すみれ、AV女優
- 2001年 - 鏡優翔、レスリング選手
- 2003年 - 今村麻莉愛、アイドル（HKT48）
- 2005年 - 桜木心菜、アイドル（私立恵比寿中学）
- 生年不明 - ゆきむら。、歌い手 (KnightA-騎士A-)

### 人物以外（動物など）
- 1992年 - 永明、ジャイアントパンダ

## 忌日
| 小倉山峰の紅葉ば心あらば今ひとたびのみゆき待たなむ――小倉百人一首26番 |

| 瀬を早み岩にせかるる滝川のわれても末にあはむとぞ思ふ――小倉百人一首77番 |

| 太陽と他の星々を動かす愛。――『神曲』最終行 |

- 407年 - ヨハネス・クリュソストモス、キリスト教聖職者、神学者（* 345年または349年または354年）
- 585年（敏達天皇14年8月15日） - 敏達天皇、第30代天皇（* 538年?）
- 775年 - コンスタンティノス5世、東ローマ帝国皇帝（* 719年）
- 949年（天暦3年8月14日） - 藤原忠平、平安時代の公卿（* 880年）
- 1146年 - ザンギー、セルジューク朝傘下のモースル、アレッポの太守（* 1087年）
- 1155年（久寿2年8月16日） - 源義賢、平安時代末期の武将
- 1164年（長寛2年8月26日） - 崇徳天皇、第75代天皇（* 1119年）
- 1321年 - ダンテ、詩人（* 1265年）
- 1523年 - ハドリアヌス6世、第218代ローマ教皇（* 1459年）
- 1637年 - ピエール・ヴェルニエ、数学者、バーニヤ発明者（* 1580年）
- 1637年 - テオドール・ロンバウツ、画家（* 1597年）
- 1638年 - ジョン・ハーバード（英語版）、英国清教徒牧師、ハーバード大学命名者（* 1607年）
- 1646年 - 第3代エセックス伯ロバート・デヴァルー（* 1591年）
- 1693年（元禄6年8月15日） - 青木重正、第3代麻田藩主（* 1625年）
- 1712年 - ジョヴァンニ・カッシーニ、天文学者（* 1625年）
- 1713年（正徳3年7月23日） - 大久保忠増、江戸幕府の老中、小田原藩主（* 1656年）
- 1726年（享保11年8月19日） - 日寛、日蓮正宗の僧（* 1665年）
- 1743年 - ニコラ・ランクレ、画家（* 1690年）
- 1747年（延享4年8月10日） - 脇坂安興、第4代龍野藩主（* 1717年）
- 1767年（明和4年8月22日） - 山県大弐、儒学者（* 1725年）
- 1767年（明和4年8月22日） - 藤井直明、尊王論思想家（* 1720年）
- 1820年 - フランソワ・ジョゼフ・ルフェーヴル、ナポレオン戦争期のフランス軍元帥（* 1755年）
- 1834年 - ジョン・ブリンクリー、天文学者（* 1763年）
- 1836年 - アーロン・バー、第3代アメリカ合衆国副大統領（* 1756年）
- 1836年（天保7年8月4日） - 織田信美、初代天童藩主（* 1793年）
- 1841年 - アレッサンドロ・ローラ（英語版）、バイオリン・ビオラ奏者、作曲家、指揮者、教師（* 1757年）
- 1843年（天保14年8月21日） - 片桐貞中、第9代小泉藩主（* 1827年）
- 1848年（嘉永元年8月17日） - 板倉勝資、第7代庭瀬藩主（* 1789年）
- 1851年 - ジェイムズ・フェニモア・クーパー、小説家（* 1789年）
- 1852年 - 初代ウェリントン公爵アーサー・ウェルズリー、イギリスの軍人・首相（* 1769年）
- 1864年（元治元年8月14日） - 松平忠堯、忍藩主（* 1801年）
- 1871年 - エドゥアール・ベルタン、画家、ジャーナリスト（* 1797年）
- 1882年 - ジョルジュ・ルクランシェ、電池技術者（* 1839年）
- 1895年 - チャールズ・バレンタイン・ライリー、昆虫学者（* 1843年）
- 1897年 - カール・アブラハム・ピル、鉄道技術者（* 1825年）
- 1901年 - ウィリアム・マッキンリー、第25代アメリカ合衆国大統領（* 1843年）
- 1905年 - オドアルド・ボラーニ、画家（* 1833年）
- 1905年 - ピエール・ブラザ、探検家（* 1852年）
- 1916年 - ピエール・デュエム、物理学者、科学哲学者（* 1861年）
- 1926年 - ジョン・ドレイヤー、天文学者（* 1852年）
- 1927年 - イサドラ・ダンカン、舞踏家（* 1878年）
- 1935年 - 富井政章、法学者（* 1858年）
- 1936年 - アーヴィング・タルバーグ、映画プロデューサー（* 1899年）
- 1937年 - トマーシュ・マサリク、政治家、初代チェコスロヴァキア大統領（* 1850年）
- 1945年 - 橋田邦彦、医学者、教育者、元文部大臣（* 1882年）
- 1951年 - フリッツ・ブッシュ、指揮者（* 1890年）
- 1957年 - キャスリーン・メアリー・ドリュー＝ベーカー、藻類学者（* 1901年）
- 1963年 - 佐藤玄々、彫刻家（* 1888年）
- 1966年 - 鳥居維、ヴァイオリニスト、作曲家（* 1886年）
- 1967年 - 宮城音五郎、工学者、政治家、元宮城県知事、元東北工業大学学長（* 1883年）
- 1969年 - 田中長茂、元宮崎県知事（* 1891年）
- 1970年 - ルドルフ・カルナップ、哲学者（* 1891年）
- 1974年 - ルネ・スピッツ、精神分析家（* 1887年）
- 1980年 - 上原賢六、作曲家（* 1924年）
- 1981年 - 岡野清豪、銀行家、政治家、第2代三和銀行頭取、第68・69代文部大臣、第8代通商産業大臣（* 1890年）
- 1981年 - 清瀬保二、作曲家（* 1900年）
- 1982年 - 山根銀二、音楽評論家、ベートーヴェン研究家（* 1906年）
- 1982年 - クリスチャン・エルジャン、政治家、第3代アイスランド大統領（* 1916年）
- 1982年 - グレース・ケリー、モナコ公国公妃、元女優（* 1928年）
- 1982年 - クリスチャン・フェラス、ヴァイオリニスト（* 1933年）
- 1983年 - 塩見竜介、俳優、声優（* 1933年）
- 1984年 - ジャネット・ゲイナー、俳優（* 1906年）
- 1984年 - リチャード・ブローティガン、小説家（* 1935年）
- 1985年 - ジョン・ホルト、教育者（* 1923年）
- 1985年 - ジュリアン・ベック（英語版）、俳優、舞台監督、詩人、画家（* 1925年）
- 1986年 - 平参平、喜劇俳優、元吉本新喜劇座長（* 1916年）
- 1989年 - ペレス・プラード、バンドリーダー（* 1916年）
- 1989年 - 伊沢修、元プロ野球選手（* 1932年）
- 1990年 - 須賀勇介、ヘアスタイリスト（* 1942年）
- 1991年 - 大矢真一、数学史学者、富士短期大学名誉教授（* 1907年）
- 1995年 - 岡田英次、俳優（* 1920年）
- 1996年 - エドレッド・ジョン・ヘンリー・コーナー（英語版）、菌類学者、植物学者（* 1906年）
- 1998年 - 楊尚昆、中華人民共和国第4代国家主席（* 1907年）
- 1998年 - 太田薫、労働運動家（* 1912年）
- 1999年 - 増山道保、政治家、元宇都宮市長（* 1924年）
- 2002年 - 宇佐見英治、詩人、フランス文学者、美術評論家、明治大学名誉教授（* 1918年）
- 2002年 - アンリ・フネ、軍人、義勇兵（* 1919年）
- 2003年 - ギャレット・ハーディン、生物学者（* 1915年）
- 2005年 - ロバート・ワイズ、映画監督（* 1914年）
- 2006年 - 竹久千恵子、女優（* 1912年）
- 2006年 - 志摩直人、詩人、競馬評論家（* 1924年）
- 2006年 - 奥田敏輝、元プロ野球選手（* 1949年）
- 2007年 - 髙山辰雄、日本画家（* 1912年）
- 2007年 - 近藤松次、政治家、元大阪府大東市長（* 1924年）
- 2007年 - 土居甫、振付師（* 1936年）
- 2007年 - ベニー・ヴァンスティーラント、デュアスロン選手（* 1976年）
- 2008年 - 小島直記、小説家（* 1919年）
- 2008年 - 山口光一、政治家（* 1929年）
- 2008年 - 加地和、政治家、弁護士、税理士（* 1936年）
- 2008年 - ゲンナジー・トロシェフ、軍人、政治家、ロシア連邦大統領顧問（* 1947年）
- 2008年 - 穆鉄柱、バスケットボール選手（* 1949年）
- 2009年 - ヘンリー・ギブソン、俳優、声優（* 1935年）
- 2009年 - ジョディ・パウエル、第18代ホワイトハウス報道官、実業家（* 1943年）
- 2009年 - パトリック・スウェイジ、俳優、ダンサー（* 1952年）
- 2010年 - 大道あや、画家（* 1909年)
- 2010年 - 杉田信夫、出版人、ミネルヴァ書房創業者（* 1921年)[10]
- 2010年 - 山口信夫、実業家、元旭化成会長（* 1924年）
- 2011年 - ルドルフ・メスバウアー、物理学者、メスバウアー効果発見者（* 1929年）
- 2011年 - 遠藤登、政治家、元山形県天童市長（* 1929年）
- 2011年 - 奥田正司、銀行家、元第一勧業銀行頭取（* 1932年）
- 2012年 - 井田探、映画監督（* 1922年）
- 2012年 - 宮脇富子、実業家、第4代宮脇書店社長（* 1924年）[11]
- 2013年 - 平田寛、日本美術史学者、九州大学名誉教授（* 1931年）
- 2014年 - 能戸清司、実業家、朝日新聞論説委員、作家（* 1921年）
- 2014年 - 井原高忠、テレビディレクター（* 1929年）
- 2015年 - フレデリック・デルーカ（英語版）、実業家、サブウェイ共同創業者（* 1947年）
- 2016年 - ドン・ブックラ（英語版）、電子技術者、シンセサイザー共同開発者（* 1937年）
- 2017年 - オットー・ワンツ、元プロレスラー、プロモーター（* 1943年）
- 2017年 - 田村丸、脚本家（* 1943年）[12]
- 2017年 - グラント・ハート、ミュージシャン（* 1961年）
- 2018年 - マックス・ベネット、ジャズベーシスト（* 1928年）
- 2018年 - ブランコ・グリュンバウム（ドイツ語版）、数学者（* 1929年）
- 2018年 - ジーニア・マートン、女優（* 1945年）
- 2018年 - 浜尾朱美、エッセイスト、ニュースキャスター（* 1961年）
- 2019年 - ジーン・バッキー、元プロ野球選手（* 1937年）[13]
- 2019年 - 吉田潤一、有機合成化学者、京都大学大学院工学研究科名誉教授（* 1952年）
- 2019年 - 星野一郎、会計学者（* 1956年）
- 2020年 - ビル・ゲイツ・シニア、元弁護士、慈善家、ビル・ゲイツ実父（* 1925年）
- 2020年 - 芦名星、女優（* 1983年）
- 2021年 - ルーベン・クライマー（英語版）、ゲームデザイナー、ミルトン・ブラッドリー（現ハスブロ社）「人生ゲーム」現代版考案者（* 1922年）
- 2021年 - 趙鏞基、牧師、汝矣島純福音教会創立者（* 1936年）
- 2021年 - ビセンテ・サルソ、ホルン奏者（* 1938年）
- 2021年 - 高山よしのり（鏡丈二）、漫画家、漫画原作者（* 1940年）
- 2021年 - ヴィクトル・カザンツェフ、軍人、政治家、元南部連邦管区大統領全権代表（* 1946年）
- 2021年 - ユーリ・セディフ、ハンマー投げ選手、1976年モントリオール・1980年モスクワ五輪金メダリスト（* 1955年）
- 2021年 - ノーム・マクドナルド、俳優、コメディアン（* 1959年）
- 2021年 - 小倉めぐみ、作詞家（* 1960年）
- 2022年 - イレーネ・パパス、女優（* 1926年）
- 2022年 - ヘンリー・シルヴァ、俳優（* 1926年）
- 2022年 - ニコラエ・ザムフィール、サッカー選手、指導者（* 1944年）
- 2023年 - 末松謙一、銀行家、元さくら銀行頭取（* 1926年）
- 2023年 - 篠原榮太、グラフィックデザイナー（* 1927年）
- 2023年 - 中村勘之丞、歌舞伎俳優（* 1950年）

## 記念日・年中行事

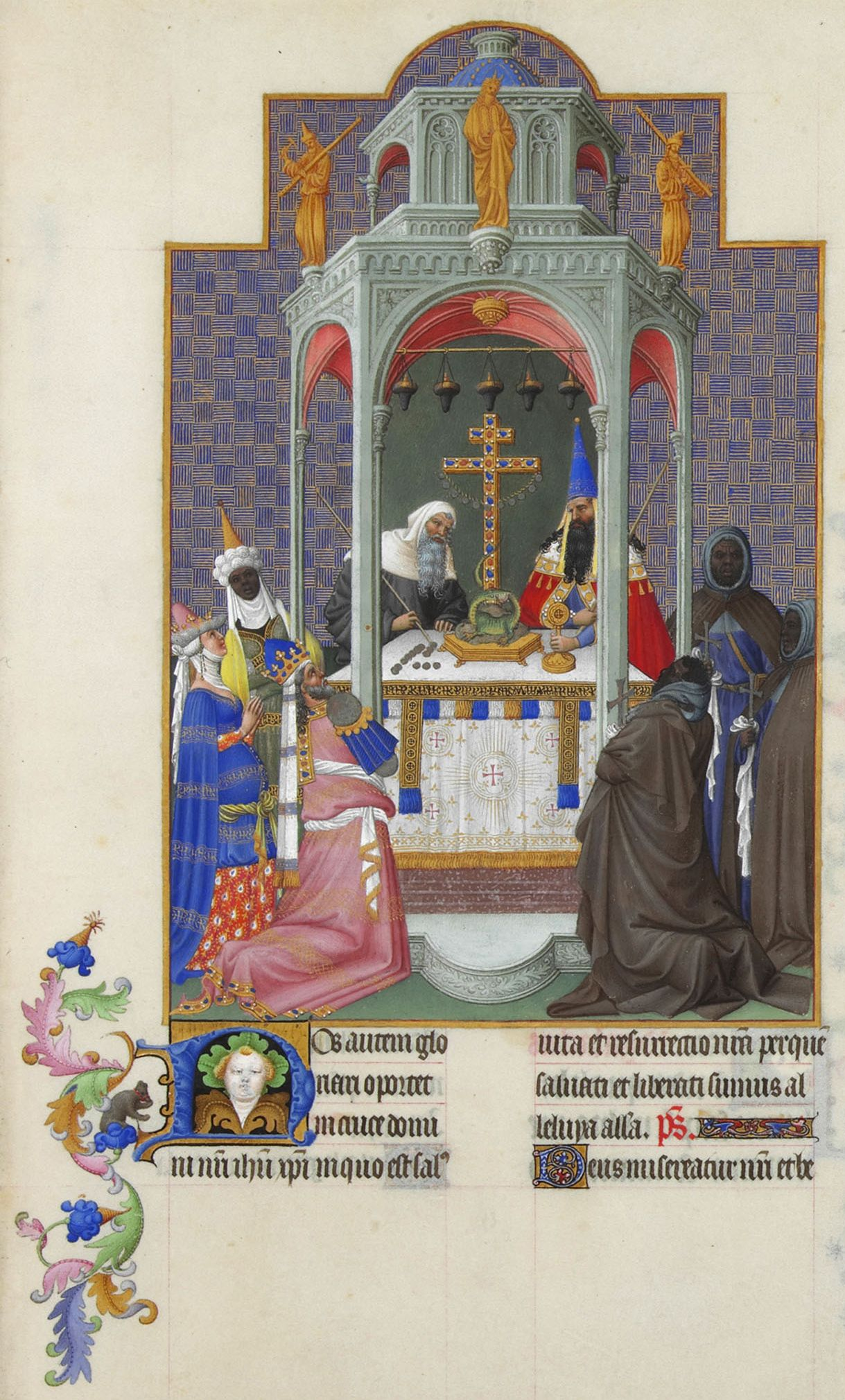
『ベリー公のいとも豪華なる時祷書』より「十字架称賛」

- 十字架称賛の日（カトリック教会）
320年ごろ、ゴルゴダの丘でキリストが磔にされた十字架を聖太后エレナが発見した日とされている。聖十字架はペルシア王がエルサレムを占拠した時に奪われたが、後に皇帝ヘラクリウスが奪回し、この時から十字架への崇敬が盛んになった。正教会と東方諸教会で9月27日に行われる十字架挙栄祭に相当する。
- セプテンバーバレンタイン（ 日本）
女性から別れ話を切り出してもよいとされる日。TBSラジオ『パック・イン・ミュージック』が発祥と言われている。紫色の物を身に付け、白いマニキュアを塗り、緑のインクで書いた別れの手紙を直接手渡すというのがルール[14]。
- コスモスの日（ 日本）
プレゼントにコスモスを添えて交換し、お互いの愛を確認しあう日[15]。